# Hanna Bergman
Hanna Lovisa Bergman, född 1 maj 2001, är en svensk simmare. Hon tävlar för SK Poseidon.

## Karriär
I november 2021 vid kortbane-SM i Stockholm tog Bergman guld på 200 meter medley samt tre silver (200 och 400 meter frisim samt 100 meter medley).
I juli 2022 vid långbane-SM i Linköping tog Bergman silver på 200 meter frisim och brons på 50 meter frisim. Senare samma månad blev Bergman uttagen till EM i Rom. Under mästerskapets första dag den 11 augusti var hon en del av det svenska kapplaget tillsammans med Sofia Åstedt, Elvira Mörtstrand och Alicia Lundblad som slutade på åttonde plats i finalen på 4×200 meter frisim. Bergman tävlade sedan individuellt på 200 meter frisim och 200 meter medley, men gick inte vidare från försöksheatet i någon av grenarna. Hon avslutade sedan tävlingen med att vara en del av kapplaget på 4×200 meter mixad frisim tillsammans med Victor Johansson, Robin Hanson och Sofia Åstedt som slutade på nionde plats i kvalet och som var en placering från en finalplats.
I november 2022 vid kortbane-SM i Stockholm tog Bergman guld på 200 meter medley, silver på 100 meter medley och brons på 200 meter frisim. Hon var även en del av Simklubben Poseidons kapplag som tog silver på 4×200 meter frisim.
I november 2023 vid kortbane-SM i Göteborg tog Bergman guld på 200 meter frisim, 100 och 200 meter medley samt brons på 50 meter bröstsim. Följande månad vid kortbane-EM i Otopeni erhöll hon ett guld efter att ha simmat försöksheatet på 4×50 meter frisim där Sverige sedermera tog medalj.